# Eremo Santuario della Beata Vergine del Soccorso
L'eremo santuario della Beata Vergine del Soccorso sorge ad 1,5 Km da Minucciano, in direzione nord, sul valico verso la Lunigiana.
In origine, nel luogo esisteva probabilmente un ospizio per accogliere i pellegrini provenienti dalla Garfagnana. Sul finire del XV secolo fu edificata un'edicola in onore della Madonna del Soccorso. L'eremo-santuario fu edificato per permettere ai fedeli la celebrazione della messa di ogni sabato e ogni seconda domenica del mese.
Nel 1555 il vescovo di Luni stabilì in questo oratorio una confraternita dedicata alla Beata Vergine del Soccorso, i cui priori provvedevano al mantenimento del culto, in accordo con il parroco di Minucciano. 

Alla confraternita, nella custodia dell'oratorio, si affiancarono eremiti (o romiti), il primo dei quali di cui abbiamo notizia fu un certo Romei della parrocchia di Gorfigliano, incaricato il 13 luglio del 1659 con successiva approvazione vescovile.
L'odierna chiesa si presenta con pianta ad un'unica navata, con due cappelle laterali aggiunte nel XVIII secolo all'edificio precedente della fine del XV secolo, che comprende un'abside con presbiterio e altare maggiore.
L'eremo è preceduto da un bel giardino e dall'orto curato dagli eremiti, accanto al quale è stata edificata una foresteria per i pellegrini che desiderano trascorrere del tempo nella pace e nel silenzio.
Nel prato/parcheggio antistante, sono esposte le copie delle tre statue stele preistoriche, qui rinvenute durante i lavori di costruzione della strada carrabile, i cui originali sono oggi conservati al Museo Archeologico di Pontremoli.
Nei boschi attorno al santuario, si sviluppa un bellissimo sentiero facilmente percorribile, lungo il quale si snodano le stazioni della Via Crucis, diversi punti con sedute in pietra per la meditazione, una cappella dedicata a San Romualdo, una fontanella ed un punto manoramico sul borgo di Minucciano.
L'effigie della Madonna del Soccorso di Minucciano, costituita da una statua lignea adornata, rappresenta la Beata Vergine Maria che soccorre una fanciulla insidiata dal diavolo. Tale statua viene portata in processione lungo il sentiero che circonda la collina adiacente al santuario, ogni seconda domenica di settembre, tradizionale ricorrenza di questa festa per antica devozione popolare locale. Gli altri giorni dell'anno, il gruppo scultoreo è custodito dietro una vetrata lungo il fianco destro della navata della chiesa.